# کمپ باگویندا
کمپ باگویندا (به لاتین: Baguinéda-Camp) یک منطقهٔ مسکونی در مالی است که در استان کولیکورو واقع شده‌است.
 کمپ باگویندا ۹۸۷ کیلومتر مربع مساحت و ۵۸٬۶۶۱ نفر جمعیت دارد.